# 幸福空間居家台
幸福空間居家台，英文簡稱為GSTV，為幸福空間旗下的綜合頻道，節目多以居家裝潢設計為主軸。目前於全國多數有線電視系統業者及中華電信MOD播出。

## 現今播出內容
- 幸福空間
- 裝修知識庫
- 城市設計師
- 房屋微整小心機
- 超級全能住宅改造王
- 老屋翻新
- 三分鐘廚藝教室
- 我的夢想之家 幸福經紀人
- 直擊名人的家
- 獎空間獎設計
- 普立茲克建築獎大師特輯
- 獎空間獎設計
- 風水大解密
- 退休好幸福
- 微旅行看設計
- 幸福經紀人
- 0809 電話

## 外部連結
- 幸福空間官方網站（页面存档备份，存于）
- 幸福空間居家台GSTV （页面存档备份，存于）
- IS國際設計|幸福空間設計師|陳嘉鴻 （页面存档备份，存于）
- 富億設計|幸福空間設計師 （页面存档备份，存于）
- 豐聚設計|幸福空間設計師|休閒風|現代風 （页面存档备份，存于）
- 266 幸福空間居家台 - 中華電信 MOD 網站 （页面存档备份，存于）（繁體中文）
- 幸福空間 Gorgeous Space的Facebook專頁
- 幸福經紀人-幸福空間的Facebook專頁
- 退休好幸福 Gorgeous Retirement的Facebook專頁
- 幸福空間 GorgeousSpace的Instagram帳戶
- YouTube上的幸福空間頻道